# Le Congrès
Pour les articles homonymes, voir Congrès (homonymie).
Cet article concerne le film d'Ari Folman librement inspiré du roman de Stanislas Lem. Pour le roman original de Stanislas Lem, voir Le Congrès de futurologie (roman).
Pour plus de détails, voir Fiche technique et Distribution.
Le Congrès (כנס העתידנים, Kennes ha'atidanim) est un film de science-fiction américano-luxembourgo-israélo-belgo-franco-polonais écrit et réalisé par Ari Folman, mêlant animation et prises de vue réelles, et sorti au cinéma en 2013. Il s'agit d'une adaptation très libre du roman Le Congrès de futurologie (Kongres futurologiczny) de Stanisław Lem, publié en 1971.

## Synopsis
Robin Wright (dont le personnage est en partie basé sur sa carrière réelle) est une actrice sur le retour qui s'est fait connaître par quelques rôles éclatants, dans Princess Bride et Forrest Gump, puis a ruiné sa carrière par de mauvais choix, qui, dans le film, sont dus à son manque de confiance et à sa volonté de s'occuper de son fils, Aaron, qui souffre de problèmes de santé à répétition affectant son ouïe et sa vue. Tous vivent dans un ancien hangar de construction d'avions en bordure d'un aéroport où Aaron, passionné d'aviation, aime faire voler ses cerfs-volants. Un jour, Robin Wright se voit proposer par Miramount Pictures d'être scannée numériquement afin de pouvoir exploiter son image au cinéma. D'abord scandalisée, elle finit par accepter en apprenant que son fils Aaron, dont la vue et l'ouïe baissent de façon inquiétante, est atteint d'une maladie dégénérative probablement incurable.
Vingt ans plus tard, en 2030, la Miramount Nagasaki est devenue un conglomérat supranational, actif notamment dans l'industrie pharmaceutique. Robin Wright, âgée de 63 ans, après avoir vu son image être déclinée à tout-va, est invitée au Congrès de futurologie où est présentée la dernière invention de la multinationale : des drogues plongeant les foules dans des hallucinations collectives où chacun peut avoir l'apparence et la vie désirées. Le Congrès se tient dans un hôtel luxueux qui se trouve au cœur d'une zone restreinte à l'animation, où l'on ne peut pénétrer qu'en respirant un produit qui altère la perception et fait tout voir sous la forme d'un univers de film d'animation. Perplexe dès l'abord, Wright aime de moins en moins ce qu'elle découvre. Alors qu'elle doit intervenir pour soutenir l'annonce de la firme, faite par un commercial redoutable aux allures de gourou nommé Reeves Bobs, Wright prononce un discours d'opposante farouche et se voit retirer le micro. Peu après, Reeves Bobs est abattu sur scène et des rebelles, parmi lesquels Wright croit reconnaître sa fille, envahissent l'hôtel où se tient le Congrès. Wright est protégée par un homme nommé Dylan, chef de l'équipe d'animateurs chargée de son image dans les films. Mais elle oscille entre l'éveil, le cauchemar et l'animation, et peine de plus en plus à retrouver la réalité. Elle croit d'abord avoir été capturée par les soldats de Miramount, puis tuée, puis protégée par Dylan. Lorsqu'elle se réveille longtemps après, elle comprend à demi-mot que ce à quoi elle a assisté était bien un soulèvement rebelle, la révolte d'Alabrama, mais cela ne semble pas avoir empêché Miramount de mettre ses projets à exécution. 
Diagnostiquée comme atteinte d'une maladie mentale, Wright est cryogénisée et se réveille des années après encore. Dylan l'a veillée et la retrouve. Le monde a basculé dans l'hallucination permanente, au point que le concept même de réalité unique a été abandonné au profit d'un éparpillement de réalités subjectives, chacun pliant la sienne selon ses goûts et ses fantasmes. Wright et Dylan en profitent d'abord pour vivre un amour onirique. Mais Wright est rapidement dégrisée et veut tenter de retrouver Aaron. Dylan finit par lui donner une dose de produit qui annule l'effet de toutes les drogues et qu'il gardait pour lui. Wright retrouve la perception réelle des choses et découvre un monde abandonné, parcouru par des foules en haillons livrées aux maladies. Tout le monde fuit la réalité, sauf quelques résistants et les hommes de pouvoir, politiciens et gestionnaires de Miramount, qui tiennent les rênes de la nouvelle société. Wright finit par retrouver le médecin qui suivait Aaron, mais celui-ci lui révèle qu'après l'avoir attendue pendant des années dans la réalité, son fils a fini par partir dans le monde halluciné six mois auparavant. Il n'est plus possible de le retrouver. Désespérée, Wright accepte la dose de produit que lui donne le médecin, et repart dans une hallucination où elle retrouve Aaron en pleine santé occupé à faire voler un planeur.

## Fiche technique
- Titre français : Le Congrès
- Titre original : כנס העתידנים (Kennes ha'atidanim)
- Titre anglais : The Congress
- Réalisation : Ari Folman
- Scénario : Ari Folman, d'après Le Congrès de futurologie de Stanisław Lem
- Musique : Max Richter
- Direction artistique : David Polonsky
- Décors : David Polonsky
- Costumes : Mandi Line
- Photographie : Michał Englert
- Montage : Nili Feller
- Production : David Grumbach et Eitan Mansuri
- Sociétés de production : Bridget Folman Film Gang, Entre Chien et Loup, Opus Film, Pandora Film, Paul Thiltges Distributions
- Effets spéciaux : Mikros Image Liège
- Distribution :

 France : ARP Sélection
 Pays-Bas : Cinéart
 Canada : Films We Like
- Budget : 8 millions d'euros[1]
- Pays de production :  États-Unis,  Israël,  Allemagne,  Belgique,  Luxembourg,  France et  Pologne
- Langue originale : anglais
- Format : couleur
- Genre : animation et science-fiction
- Durée : 122 minutes
- Dates de sortie :
  - France : mai 2013 (Festival de Cannes 2013 - Quinzaine des réalisateurs)
  - France : 3 juillet 2013 (sortie en salles)
  - Belgique : 14 août 2013
  - Suisse (région francophone) : 19 septembre 2013 (Festival du Film Français d'Helvétie de Bienne)
  - Israël : 22 septembre 2013 (Festival du film Utopia), 26 septembre 2013 (sortie en salles)
  - Canada : 3 octobre 2013 (Festival international du film de Vancouver)

## Distribution
- Robin Wright (VF : Rafaèle Moutier) : Elle-même
- Paul Giamatti (VF : Daniel Lafourcade) : Dr Barker
- Jon Hamm (VF : Emmanuel Curtil) : Dylan Truliner
- Harvey Keitel (VF : Bernard Tiphaine) : Al
- Frances Fisher
- Danny Huston (VF : Gabriel Le Doze) : Jeff Green

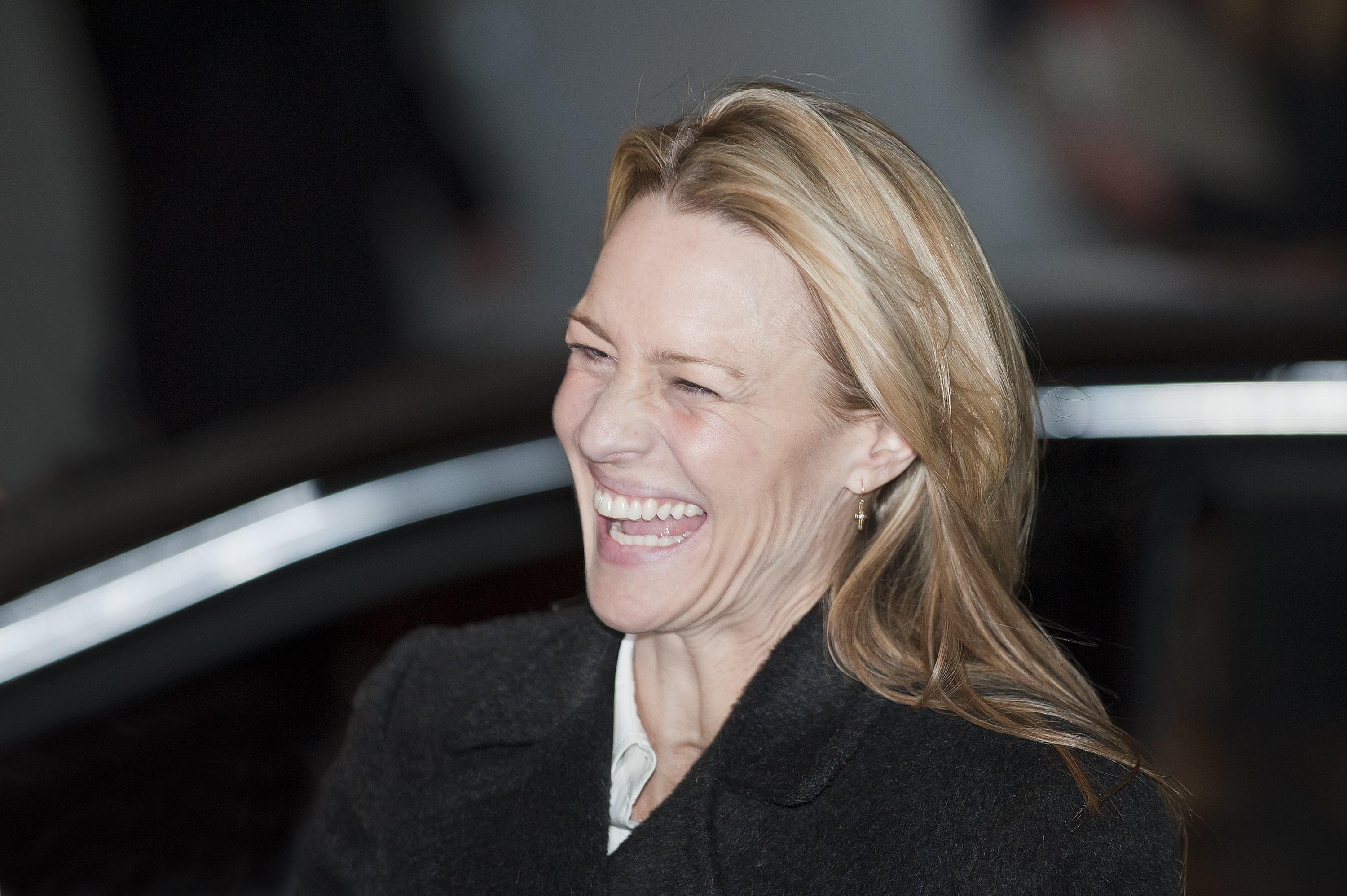
L'actrice Robin Wright interprète le rôle principal.

- Kodi Smit-McPhee : Aaron Wright enfant
- Michael Landes
- Ed Corbin : Charlie
- Sami Gayle : Sarah Wright
- Christopher B. Duncan (VF : Frantz Confiac) : Christopher Ryne
- Michael Stahl-David (VF : Vincent de Bouard) : Steve
- Matthew Wolf : Aaron Wright adulte
- John Lacy : un garde
- Evan Ferrante : Tom Cruise
- Sarah Shahi : Michelle

Source et légende : Version française (V. F.) sur RS Doublage

## Genèse du film

### Idée originale et écriture du script

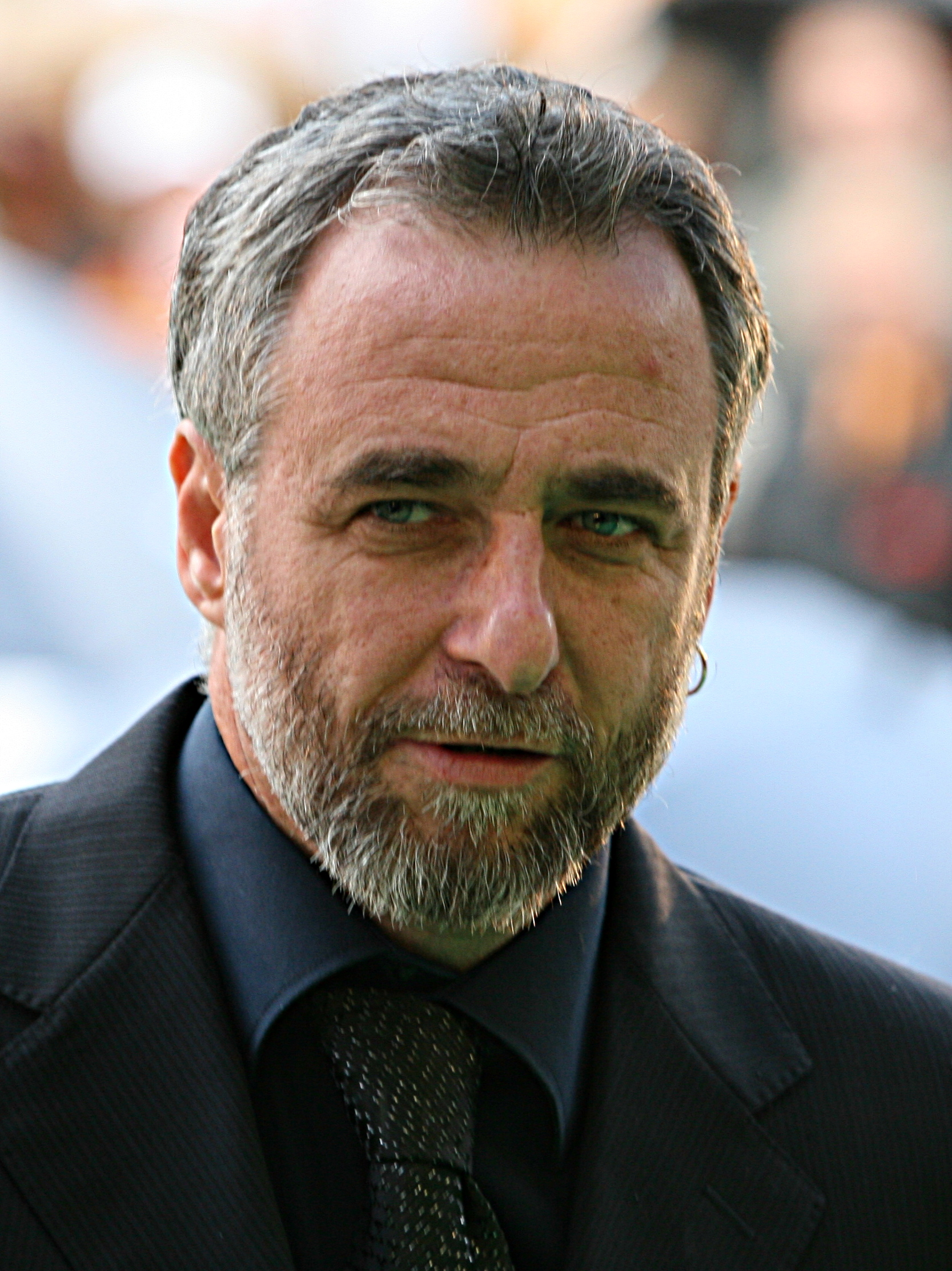
Le réalisateur Ari Folman en 2008.

Ari Folman conçoit Le Congrès par envie de s'éloigner de l'autobiographie après son précédent film Valse avec Bachir, qui était largement autobiographique ; il décide alors de se tourner vers la science-fiction. Son idée de départ lui est inspirée par une rencontre faite au festival de Cannes pendant la tournée de promotion de Valse avec Bachir : une vieille actrice américaine très célèbre dans les années 1970 mais qui se trouvait à présent là sans que personne ne la reconnaisse plus. Ari Folman décide alors de réaliser une adaptation libre et personnelle du roman Le Congrès de futurologie de Stanisław Lem, roman qu'il avait découvert à 16 ans. Il entreprend l'écriture d'un script, ce qui prend environ un an. 
Ari Folman invente entièrement la première partie du film, tournée en prises de vue réelles, qui met en scène l'actrice Robin Wright confrontée à une proposition de son producteur visant à créer un double numérique scanné dont le studio conserverait les droits d'utilisation. Dans cette partie, Ari Folman s'inspire de l'actrice réelle pour inventer un personnage de fiction homonyme, une mère ayant vécu plusieurs échecs amoureux et préoccupée par la santé de son fils atteint d'une maladie dégénérative (tous aspects qui ne correspondent pas à la vie de la vraie Robin Wright). La seconde partie suit le livre de beaucoup plus près et transpose certaines scènes telles quelles. Cependant, le film s'inspire du livre plus qu'il ne l'adapte. Pendant l'écriture du script, Ari Folman cherche un équivalent contemporain à la dictature communiste présente dans le roman. « En cours d'écriture, la dictature chimique du roman est devenue la dictature de l'industrie du divertissement, plus spécifiquement, de l'industrie du cinéma contrôlée par les grands studios », indique-t-il sur la page "Coulisses" du site officiel du film. Folman conserve en outre la version fictionalisée de Robin Wright comme personnage principal, plutôt que de conserver celui du roman, le professeur Ijon Tichy. Dans des propos rapportés par le quotidien gratuit français Metro, Ari Folman explique ne pas avoir voulu mâcher les choses aux spectateurs et considérer son film comme « un trip nécessitant un lâcher prise ».

### Production
Les scènes en prises de vue réelles figurant au début du film sont tournées à Los Angeles, dans l'État de Californie, aux États-Unis. C'est notamment le cas de la scène de la salle de scan, pour laquelle l'équipe tourne dans une salle de scan réelle préexistante et bel et bien utilisée pour scanner des acteurs. La scène de l'aéroport à zeppelins est tournée à Berlin, en Allemagne. Les prises de vue réelles sont filmées en numérique. 
Le recours à l'animation à rendu 2D pour les séquences animées est un choix esthétique de Folman, qui n'apprécie pas l'animation en images de synthèse. La direction artistique du film est confiée au dessinateur David Polonsky et la direction de l'animation à Yoni Goodman, deux artistes avec qui Ari Folman avait déjà travaillé pour Valse avec Bachir. Folman et Goodman mettent environ un an à mettre au point un style d'animation approprié au film : ils commencent par tenter un style réaliste proche de celui de Valse avec Bachir, puis optent pour un style plus fantaisiste et coloré. La conception de la version animée de Robin Wright nécessite elle aussi de nombreux tâtonnements. 
Les 55 minutes d'animation incluses dans la seconde partie du film nécessitent deux ans et demi de travail. Les équipes d'animation voient collaborer plusieurs studios situés dans six pays différents. L'animation proprement dite est réalisé dans quatre pays : Bridgit Folman Film Gang en Israël, Paul Thiltges Distribution au Luxembourg, Entre Chien et Loup en Belgique (à Bruxelles), Pandora Film en Allemagne (à Berlin et à Hambourg). Deux autres studios, Opus Film en Pologne et un studio aux Philippines, sont chargés de la vérification de l'animation (le cleanup),. Le chef animateur Yoni Goodman dirige l'équipe de base en Israël, qui travaille en permanence et veille à la cohérence et à la continuité des personnages animés et des séquences produites par les différents studios. La tâche s'avère difficile en raison des différences entre les méthodes de travail des différents studios, et c'est une expérience qu'Ari Folman ne souhaite pas renouveler. Les différentes équipes comptent au total environ 250 animateurs.
Les premières séquences animées du film contiennent de nombreuses références aux dessins animés des années 1930, notamment ceux des frères Dave et Max Fleischer, avec des personnages comme Superman, Popeye ou Betty Boop ; par la suite, le monde animé où évolue Robin Wright devient de plus en plus hallucinatoire et inclut quelques références aux tableaux de Jérôme Bosch, fameux peintre néerlandais du XVe siècle. Le film contient également des références aux films Docteur Folamour et 2001, l'Odyssée de l'espace de Stanley Kubrick. Les artistes s'inspirent également du travail de Tex Avery et de Winsor McCay.

## Accueil critique

### En France
En France, le film sort le 3 juillet 2013 et est distribué par ARP Sélection dans 111 salles. Il reçoit un bon accueil de la part des critiques de presse. Le site Cineuropa rapporte qu'à sa sortie, le film est « encensé par une partie des critiques et [suscite] une certaine perplexité des autres à cause du style de son animation ». Le site Allociné confère au Congrès une note moyenne de 3,4 sur 5, sur la base de 28 titres de presse. La presse est surtout convaincue par le jeu d'actrice de Robin Wright, par l'originalité du scénario et par la première partie du film, tandis que la seconde divise souvent les critiques, partagés entre les éloges de son originalité créative et les reproches de confusion scénaristique ou de simplisme dans la critique sociale. 
Parmi les meilleures critiques, celle de Jacky Goldberg dans Les Inrockuptibles voit dans le film « une fable sur le vertige des nouvelles images, qui se clôt en mélo déchirant », où, après « une première demi-heure très enlevée, drôle, grinçante, et somme toute modeste » suivant les hésitations de Robin Wright à l'idée de se faire scanner, le film « change de registre, presque d'argument ». Goldberg apprécie « [l']animation au style cartoonesque, joliment désuet et au bord de la saturation baroque, qui pastiche le dessin des frères Fleischer (Betty Boop, Popeye, etc.) », mais aussi le propos nuancé du film sur les liens complexes entre illusion, cinéma et réalité. Tout en reconnaissant que le film bascule alors dans un « emballement narratif (et graphique) » qui pourra dérouter une partie des spectateurs, le critique juge le résultat « vertigineux » et le dénouement bouleversant. Dans le magazine de cinéma Mad Movies, Gilles Esposito estime qu'Ari Folman « parvient (...) à établir une cohérence profonde entre son histoire et la technique utilisée ». Dans le quotidien gratuit Metro, Mehdi Omaïs voit dans le film « un cri du cœur contre le jeunisme et la course technologique post-Avatar », un « puzzle à moitié animé » qui réunit les principaux thèmes chers au réalisateur. Dans L'Humanité, Michèle Levieux qualifie le film de « voyage hallucinatoire et psychédélique dans lequel la drogue a pour nom : cinéma » et qui laisse les spectateurs  « intellectuellement mais aussi physiquement chamboulés ».
D'autres critiques reprochent au film sa complexité narrative tendant parfois à la confusion, ou encore un propos jugé pas toujours nuancé, mais estiment que les grandes qualités qu'il possède par ailleurs compensent ces défauts. Dans la revue spécialisée Les Cahiers du cinéma, Jean-Philippe Tessé est particulièrement admiratif devant la première partie du film, qu'il estime extrêmement émouvante ; la seconde lui laisse l'impression d'un « dédale [d'une] science-fiction échevelée jusqu'à la confusion », mais il est convaincu par le dénouement. Impressions similaires dans la critique de Noémie Luciani pour le quotidien Le Monde, qui voit dans la première partie « une leçon d'écriture et de jeu [qui] s'achève en apothéose » mais reproche à la suite de sombrer parfois dans « un capharnaüm sans nom ni corps ». Dans le mensuel de cinéma Positif, Matthieu Darras juge le film « Époustouflant, vertigineux, brillant par moments, traversé de fulgurances, mais aussi boursouflé, à la limite du kitsch, ridicule et plus que décevant par d'autres. (...) mais assez extraordinaire pour ne pas passer à côté. » Dans TéléCinéObs, supplément à l'hebdomadaire L'Obs, Olivier Bonnard estime que le film est victime de son ambition : « il brasse trop de thèmes, trop d’idées, mais sa liberté force une certaine admiration ».
D'autres critiques ne sont pas convaincus par le propos du film. Dans le quotidien Libération, Clément Ghys considère que « le propos, matraqué, se cantonne à la parodie » et tombe parfois dans la « surdose visuelle », mais concède que le film « distille pourtant une SF fascinante », plus convaincante à ses yeux dans les passages en prises de vue réelles. Il reste cependant sceptique devant le propos du Congrès, reprochant à Folman d'« [évacuer] tout lien avec les questions biopolitiques » présentes dans le roman de Stanislas Lem, de « [résumer] le dessin à son seul pouvoir délirant » et de faire preuve d'une « technophobie certaine ». Dans l'hebdomadaire culturel Télérama, Mathilde Blottière affirme que « Le passage à l'animation fait l'effet d'une greffe ratée » et que le film tombe dans « une glose indigeste et simpliste sur un monde binaire : vérité contre virtualité ». Sur le site Ecran large, Vincent Julé trouve que « le portrait au vitriol qui est fait du Hollywood des studios n'est pas des plus subtils » mais reste réjouissant par certains aspects. Il apprécie l'ambition de la recherche formelle déployée par Folman, en la rapprochant des films Paprika du Japonais Satoshi Kon et de Fritz le chat de Crumb et Ralph Bakshi, mais il trouve qu'en définitive « le cinéaste bouscule moins le regard du spectateur qu'il n'assène le sien, pessimiste, solennel, démagogique ».
Parmi les critiques les plus sévères, Stéphane Dreyfus, dans le quotidien catholique La Croix, voit dans Le Congrès un « film confus sur la société du spectacle du XXIe siècle », où Ari Folman  « embrouille son message en accumulant maladroitement une série de mises en abyme sur l’évolution du 7e art ».

### Au Royaume-Uni et aux États-Unis
Au Royaume-Uni et aux États-Unis, la presse réserve un très bon accueil au film. Début 2015, le site britannique Rotten Tomatoes donne au Congrès une note de 76 % « Certifié frais » (Certified fresh) sur la base de 93 critiques de presse, avec le résumé critique suivant : « Le Congrès s'appuie sur la force du jeu d'actrice magistral de Robin Wright, avec une histoire suffisamment ambitieuse et des effets techniques assez bons pour compenser sa structure quelque peu désordonnée ».

## Bande originale
La musique originale du film est composée par le compositeur germano-britannique Max Richter, qui avait également composé la musique de Valse avec Bachir. Elle est éditée chez Milan Records au moment de la sortie du film, début juillet 2013.

## Distinctions

### Récompenses
- Prix du cinéma européen 2013 : Meilleur film d'animation européen[21].
- Austin Fantastic Fest 2013 : Meilleur film, Meilleure actrice, Meilleur scénario[22]
- Tokyo Anime Award 2014 : prix du « Film de cinéma » dans la catégorie « compétition libre » (Open Entry - Competition)[22]

### Nominations et sélections
- AFI Fest 2013
- Festival de Cannes 2013 : séances spéciales, sélection « Quinzaine des réalisateurs »[21].
- Festival international du film de Vancouver 2013.
- Festival Paris Cinéma 2013 : nommé pour faire partie des avant-premières[21].